# حجي خان
الحاج خان أو حجي عبد العزيز خان كان الخان الرابع لشاكي. وقد وصفه المؤرخ الأذربيجاني عباس غولو باكيخانوف بأنه رجل شجاع ومقدام، لكنه كان قاسيًا للغاية.

## الخلفية
وهو الابن الثالث للحاج جلبي خان [الإنجليزية]. بدأ التمرد عندما قُتل شقيقه الأصغر جعفر على يد ابن أخيه محمد حسين خان [الإنجليزية]. فرّ إلى جزيرة نائية حيث رحل عبر العزاني إلى كورا وبدأ حركة تمرد. كان متحالفًا مع إبراهيم خليل خان من قرغ باغ، وباي آراش محل، وابن عم حاجي جلبي حاجي رسول وأعضاء آخرين من النبلاء الذين كانوا يشعرون بالضغينة بسبب الإعدام الأخير. وعندما أرسل محمد حسين ابنه ابنه محمد حسن في طلب التفاوض، سجنه عبد العزيز وأرسله إلى حاكم قرغ باغ إبراهيم خليل لإعدامه.

## الحكم
اغتصب الحاج عبد العزيز العرش عندما نصب كمينًا لابنة أخيه في عام 1780 برفقة 70 رجلًا واقتحم منزل الخان وأسره بينما قتل ابنه أحمد. أُرغم محمد حسين خان مشتاق [الإنجليزية] على التنخي في الفترة ما بين 22 و29 آب، ثم قُتل بعد ذلك.
وبعد ثلاث سنوات تدهورت علاقته بإبراهيم خليل خان، الذي أرسل بدوره محمد حسن - الذي لم يُعدم بل احتجز كرهينة - لغزو شاكي. غزا محمد حسن خان شاكي في كانون الأول. بينما فر عبد العزيز إلى خانية شروان. ومع ذلك، قبض مصطفى خان الشرواني عليه وسلَّمه إلى محمد حسن، الذي قتل حجي عبد العزيز خان مع أبنائه السبعة في 21 كانون الأول 1783 انتقامًا.